# 新加坡赛马公会

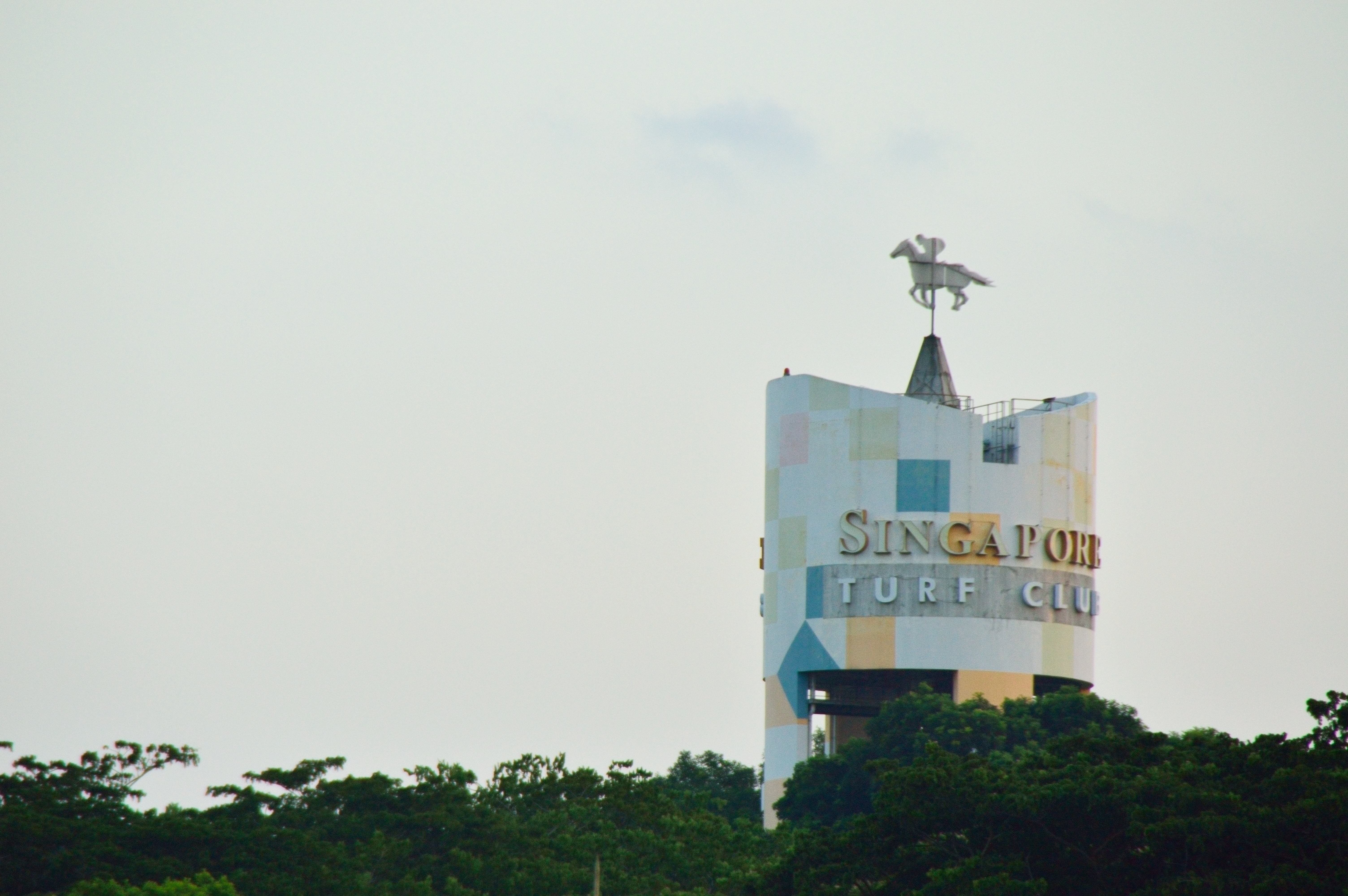

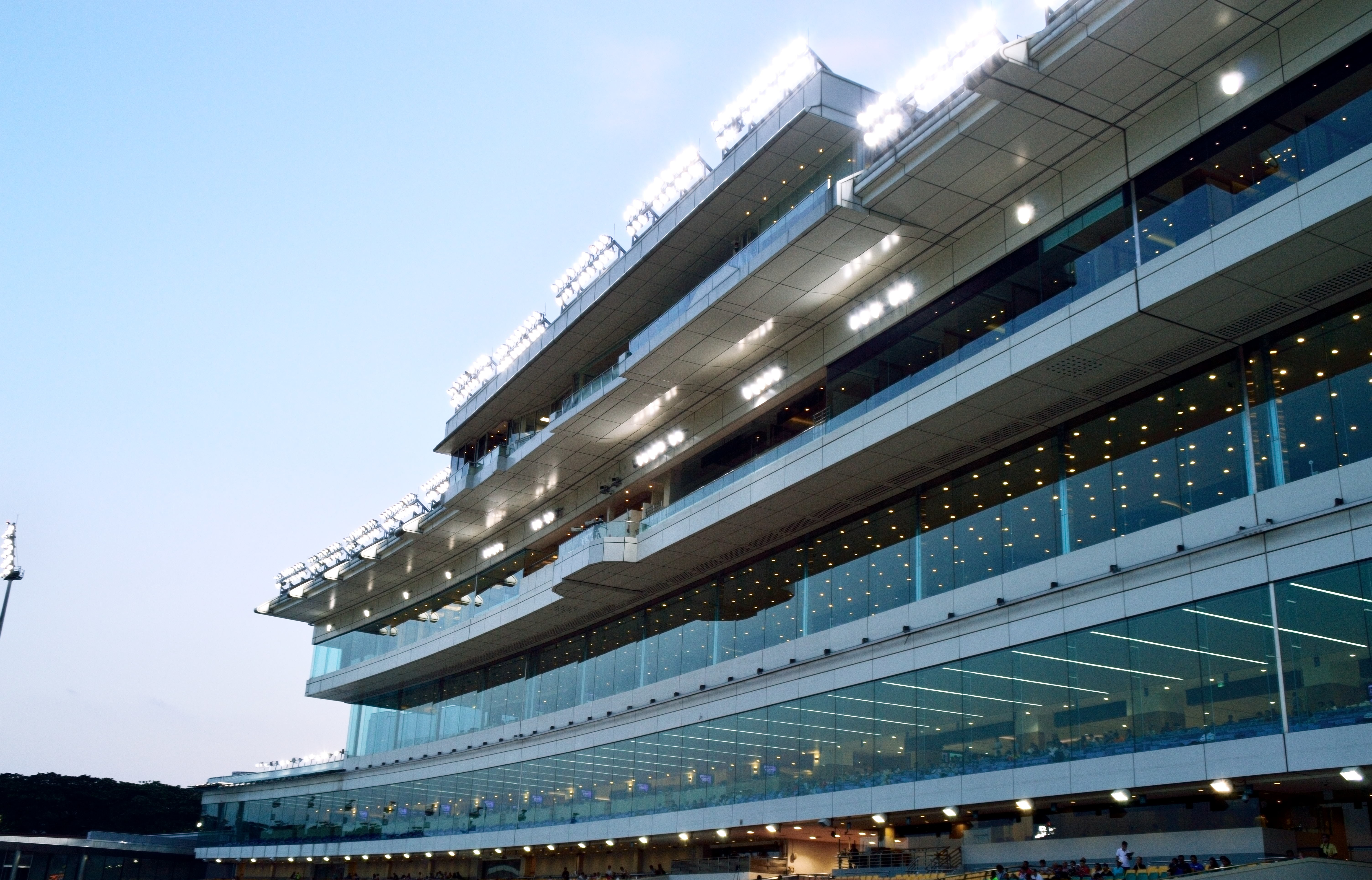

新加坡赛马公会（英語：Singapore Turf Club），成立於1988年，是新加坡賽馬的監察機構。2023年6月5日，為了應付住屋和其他項目的土地需求，新加坡赛马公会宣佈將於2027年3月停止營運，最後一場比賽將於2024年10月5日舉行。它所在的土地會在2027年歸還予政府。